# Maksim Soerajev
Maksim Viktorovitsj Soerajev (Russisch: Максим Викторович Сураев) (Tsjeljabinsk, 24 mei 1972) is een Russisch voormalig ruimtevaarder. Soerajev's eerste ruimtevlucht was Sojoez TMA-16 en vond plaats op 30 september 2009. De missie vervoerde  bemanningsleden naar het Internationaal ruimtestation ISS.
In totaal heeft Soerajev twee ruimtevluchten op zijn naam staan. Tijdens zijn missies maakte hij twee ruimtewandelingen. In 2016 ging hij als astronaut met pensioen. Surajev werd afgevaardigde van de Staatsdoema, het lagerhuis van de Russische Federatie, namens de partij Verenigd Rusland.